# Coelioxys lativalva
Coelioxys lativalva är en biart som beskrevs av Holmberg 1903. Coelioxys lativalva ingår i släktet kägelbin, och familjen buksamlarbin. Inga underarter finns listade i Catalogue of Life.